# Parque da Represa
22° 45' 25.5" S 47° 12' 10.6" O
Parque da Represa é um bairro da região oeste de Paulínia. Apesar de ser o principal bairro dessa região, até 2011 era o único que não possuia pavimentação asfáltica. Nesse ano foram iniciadas as obras de pavimentação das ruas do bairro, inclusive com instalação de sistemas de coleta de esgoto e águas pluviais. Possui várias chácaras e localiza-se nas margens da Represa do Salto Grande, no rio Atibaia.
O bairro recebe esse nome por causa da Represa do Salto Grande. Na região da represa há uma área de preservação ambiental chamada Terminal Turístico do Parque da Represa Luiz Pellatti, mas popularmente conhecida como mini-pantanal, que contém mais de 257 espécies de animais terrestres, aquáticos e aves. Cerca de 56,25% da área localiza-se em território de Paulínia.